# 移動体検知センサー用特定小電力無線局
移動体検知センサー用特定小電力無線局（いどうたいけんちセンサーようとくていしょうでんりょくむせんきょく）は、特定小電力無線局の一種であるレーダーのことである。

## 定義
総務省令電波法施行規則第6条第4項第2号(12)に、
移動体検知センサー（主として移動する人又は物体の状況を把握するため、それに関する情報（対象物の存在、位置、動き、大きさ等）を高精度で取得するために使用するセンサーであつて、無線標定業務を行うものをいう。）用で使用するものであつて、次に掲げる周波数の電波を使用するもの
(一) 10.5GHzを超え10.55GHz以下の周波数（屋内において使用する場合に限る。）
(二) 24.05GHzを超え24.25GHz以下の周波数
(三) 57GHzを超え66GHz以下の周波数
と定義している。
2020年（令和2年）1月30日現在
促音の表記は原文ママ
総務省告示周波数割当計画では別表9-12に、10.525GHz、24.15GHz、60.5GHz、61.5GHzと規定

している。

## 概要
特定小電力無線局として共通の特徴は、特定小電力無線局#概要を参照。
電波産業会（略称ARIB）が、無線設備規則第49条の14第11号及び関連告示の技術基準を含めて、標準規格「ARIB STD-T73 特定小電力無線局移動体検知センサー用無線設備」を策定している。
自動ドアの人体検知や防犯用侵入者検知などのセンサーとして用いられる。

## 技術基準
10.525GHz又は24.15GHz
- 空中線電力0.02W以下
- 空中線（アンテナ）の絶対利得24dB以下
- 混信防止機能として次のいずれかを搭載すること
  - 主に同一構内で使用するものは、識別符号を自動的に送信し、又は受信すること
  - 利用者による周波数の切替え又は電波の発射の停止が容易にできること
  - 受信した電波の特性を識別することにより、自局が発射した電波の反射波と他の無線局が発射した機能電波を判別できること

60.5GHz
- 空中線電力0.01W以下
- 混信防止機能として次の機能を搭載すること
  - 送信時間制限装置
  - 同一筐体から他の周波数の電波が発射できるものは、60.5GHzのみ又は他の周波数の電波を併せて停止できること

61.5GHz
- 空中線電力0.25W以下
- 混信防止機能としてキャリアセンス機能を搭載すること

## 旧技術基準による機器の使用期限
無線設備規則のスプリアス発射等の強度の許容値に関する技術基準の改正により、旧技術基準に基づき認証された適合表示無線設備に使用期限が設定
された。
対象となるのは、10.525GHzまたは24.15GHz（定義(一)または(二)のもの）で、
- 「平成17年11月30日」[6]までに認証された適合表示無線設備
- 経過措置として、旧技術基準により「平成19年11月30日」までに認証された適合表示無線設備[7]

である。
この期限は、後にコロナ禍により「当分の間」延期
された。
詳細は特定小電力無線局#旧技術基準による機器の使用期限を参照。

## 技適未取得機器を用いた実験等の特例
免許を要しない無線局#第4条の2も参照
電波法施行規則第6条の2の4に規定する機器は、技術基準適合証明を取得していなくても届出から180日以内は、実験等無線局として使用できる。
但し同一目的での期間延長はできない。
移動体検知センサー用の対象は、60.5GHzまたは61.5GHz（定義(三)のもの）である。

## 沿革
2001年（平成13年）
- 特定小電力無線局の一種として制度化[11][12][13]
  - 周波数は10.525GHzおよび24.15GHz
  - 空中線電力は最大10mW
- ARIBが「 STD-T73」を制定[3]

2004年（平成16年）- 電波の利用状況調査で、3.4GHz以上の免許不要局の出荷台数を公表
- 以降、三年周期で公表

2005年（平成17年）- 電波の利用状況調査で、770MHzを超え3.4GHz以上以下の免許不要局の出荷台数を公表
- 以降、三年周期で公表

2012年（平成24年）- 空中線電力は最大20mWに緩和
2020年（令和2年）
- 60.5GHzおよび61.5GHzが追加[17][1]
- 技適未取得機器を用いた実験等の特例の対象に[1]

2022年（令和4年）- 電波の利用状況調査で、714MHz超の免許不要局の出荷台数を公表
- 以降、二年周期で公表[18]

### 出荷台数
| 周波数                                              | 平成12年度 | 平成13年度 | 平成14年度                                         | 第2章電波利用システムごとの調査結果（免許不要局）  |                                                    |
| 10.525GHz                                           | -          | 18         | 2,439                                              | 第2章電波利用システムごとの調査結果（免許不要局）  |                                                    |
| 24.15GHz                                            | -          | 2,259      | 15,039                                             | 第2章電波利用システムごとの調査結果（免許不要局）  |                                                    |
| 周波数                                              | 平成15年度 | 平成16年度 | 平成17年度                                         | 第2章電波利用システムごとの調査結果（免許不要局）  |                                                    |
| 10.525GHz                                           | 3,090      | 2,248      | 3,005                                              | 第2章電波利用システムごとの調査結果（免許不要局）  |                                                    |
| 24.15GHz                                            | 176,403    | 193,833    | 153,400                                            | 第2章電波利用システムごとの調査結果（免許不要局）  |                                                    |
| 周波数                                              | 平成18年度 | 平成19年度 | 平成20年度                                         | 第2章電波利用システムごとの調査結果（免許不要局）  |                                                    |
| 10.5-10.55GHz                                       | 3,692      | 2,328      | 2,279                                              | 第2章電波利用システムごとの調査結果（免許不要局）  |                                                    |
| 24.05-24.25GHz                                      | 33,337     | 56,961     | 52,967                                             | 第2章電波利用システムごとの調査結果（免許不要局）  |                                                    |
| 周波数                                              | 平成21年度 | 平成22年度 | 平成23年度                                         | 第2章電波利用システムごとの調査結果（免許不要局）  |                                                    |
| 10.525GHz                                           | 66,950     | 69,709     | 86,809                                             | 第2章電波利用システムごとの調査結果（免許不要局）  |                                                    |
| 24.15GHz                                            | 66,950     | 69,709     | 86,809                                             | 第2章電波利用システムごとの調査結果（免許不要局）  |                                                    |
| 周波数                                              | 平成24年度 | 平成25年度 | 平成26年度                                         | 第2章 電波利用システムごとの調査結果（免許不要局） |                                                    |
| 10.5-10.55GHz                                       | 34,409     | 3,400      | 8,245                                              | 第2章 電波利用システムごとの調査結果（免許不要局） |                                                    |
| 24.05-24.25GHz                                      | 97,642     | 214,054    | 237,067                                            | 第2章 電波利用システムごとの調査結果（免許不要局） |                                                    |
| 周波数                                              | 平成27年度 | 平成28年度 | 平成29年度                                         | 第2章 電波利用システムごとの調査結果（免許不要局） |                                                    |
| 10.5-10.55GHz                                       | 09         | 5          | 42                                                 | 第2章 電波利用システムごとの調査結果（免許不要局） |                                                    |
| 24.05-24.25GHz                                      | 25,779     | 43,495     | 496,287                                            | 第2章 電波利用システムごとの調査結果（免許不要局） |                                                    |
| 周波数                                              | 令和元年度 | 令和2年度  | 出典                                               | 出典                                               |                                                    |
| 10.5-10.55GHz                                       | 5          | 0          | 第2章 電波利用システムごとの調査結果（免許不要局） | 第2章 電波利用システムごとの調査結果（免許不要局） | 第2章 電波利用システムごとの調査結果（免許不要局） |
| 24.05-24.25GHz                                      | 2,618,524  | 2,618,529  | 第2章 電波利用システムごとの調査結果（免許不要局） | 第2章 電波利用システムごとの調査結果（免許不要局） | 第2章 電波利用システムごとの調査結果（免許不要局） |
| 57.0-66.0GHz                                        | 0          | 41         | 第2章 電波利用システムごとの調査結果（免許不要局） | 第2章 電波利用システムごとの調査結果（免許不要局） | 第2章 電波利用システムごとの調査結果（免許不要局） |
| - 周波数の表記は出典の通り - 平成30年度の公表は無し |            |            |                                                    |                                                    |                                                    |